# Средња школа Брус
Средња школа Брус је једина од установа државног средњег образовања на територији Општине Брус. Почела је са радом школске 1962/63. године као одељење Крушевачке гимназије. Одлуком Народног одбора општине Брус од 29. марта 1963. године одељење Гимназије у Брусу постаје самостална Гимназија, која као школа егзистира све до 1977. године, када се реформом о средњем образовању и васпитању трансформише у Образовни центар.
Школске 1993/94. године Гимназија у Брусу поново губи статус самосталне гимназије и постаје одељење крушевачке Гимназије због малог броја ученика који конкуришу у први разред, чиме није испуњен услов да Гимназија има минимум четири одељења у првом разреду.
Средња школа испуњава прописане услове за обављање образовно-васпитног рада у погледу школског простора, опреме, наставних средстава, и потребног броја наставног кадра, стручних сарадника и довољног броја ученика да остварује наставне планове и програме у подручјима рада:
- Гимназија (општи тип), у четворогодишњем трајању за I, II, III и IV разред.
- Економија, право и администрација, за образовни профил-економски техничар у четворогодишњем трајању у I, II, III и IV разреду.
- Трговина, угоститељство и туризам, за образовне профилетуристички техничар и угоститељски техничар у четворогодишњем трајањуI, II,III,IV разред и образовне профиле конобар, кувар и посластичар у трогодишњем трајању у IиII разреду.
- Поред организације редовне наставе у поменутим образовним профилима, школа врши преквалификацију и доквалификацију сходно Закону о средњем образовању и васпитању.

До школске 2005/2006. године образовно-васпитни рад за образовне профиле конобар и кувар, обављао се у оквиру издвојеног одељења Угоститељско-туристичке школе са домом ученика из Врњачке Бање.
Одлуком од 2005. године о изменама и допунама Одлуке о мрежи школа у Републици Србији назив „Гимназија” замењује називом „Средња школа”.
Од школске 2008/2009. године Средња школа у Брусу образује ученике у образовном профилу Туристички техничар, за први разред, у оквиру верификованог подручја рада Трговина, угоститељство и туризам.
Решењем Министарства просвете и науке од 2012. године утврђено је да школа испуњава прописане услове за обављање образовно-васпитног рада у образовном профилу Угоститељски техничар у четворогодишњем трајању